# 일본 여자 축구 국가대표팀
일본 여자 축구 국가대표팀(일본어: サッカー日本女子代表 삿카 닛폰 조시 다이효[*]→축구 일본 여자 대표)은 일본을 대표하는 여자 축구 대표팀으로 일본 축구 협회에서 운영한다. 1981년 6월 7일 대만과의 1981년 AFC 여자 축구 선수권 대회 B조 조별리그 1차전에서 국제 A매치 첫 경기를 치렀고 이 경기에서 0-1로 패했지만 현재까지도 중국, 북한, 호주 등과 함께 아시아 여자 축구 강호로 손꼽힌다.

## 국제 대회 경력

### FIFA 여자 월드컵
여자 월드컵 8번의 본선 가운데 2011년 대회에서 사상 첫 우승컵을 들어올렸고 차기 대회인 2015년 대회에서는 준우승의 성과를 거두었다.

### AFC 여자 아시안컵
여자 아시안컵 본선에는 무려 16번 출전하여 이 중 6번의 대회에서 2번의 우승(2014년, 2018년)과 4번의 준우승(1986년, 1991년, 1995년, 2001년)을 차지하는 등 무려 14번의 대회에서 4강 이상의 엄청난 성적을 거두었다.

### 하계 올림픽
올림픽 축구 본선에는 4번 출전하여 이 중 2012년 대회에서 은메달을 획득했고 전 대회인 2008년 대회에서는 4위에 이름을 올렸다.

### 아시안 게임
아시안 게임에는 초대 대회인 1990년 대회를 시작으로 8번의 대회에 모두 출전하여 금메달 2개, 은메달 4개, 동메달 2개를 획득하면서 출전한 아시안 게임 8번의 대회에서 모두 메달을 목에 걸었다.

### EAFF E-1 풋볼 챔피언십
EAFF E-1 풋볼 챔피언십에는 7번의 대회에 모두 출전하여 이 중 3번의 대회에서 우승컵을 들어올렸고 2번의 대회에서 준우승을 차지했다.

## 기타 국제 대회 경력
키프로스컵에는 2008년 대회에 유일하게 참가하여 이 대회에서 3위에 입상했고 알가르브컵에는 7번 출전하여 이 중 2번의 준우승을 차지했다.

## 애칭
일본 여자 축구 국가대표팀의 애칭은 "나데시코 재팬"(일본어: なでしこ ジャパン 나데시코 자판[*])이다. 나데시코는 일본어로 "패랭이꽃"을 뜻한다.
오스트레일리아 여자 축구 국가대표팀이 "마틸다"(Matilda, "보따리"라는 뜻)라는 애칭으로 부르는 것을 들은 일본 축구 협회의 한 여직원이 일본 여자 축구 국가대표팀도 이러한 별칭을 만들자고 제안하였다. 2004년 5월 14일 일본 축구 협회가 여자 축구 국가대표팀의 애칭을 공모했으며 2004년 6월 20일까지 2,700여 개의 응모작이 접수되었다.
2004년 7월 7일 일본 축구 협회는 일본 여자 축구 국가대표팀의 애칭을 "나데시코 재팬"으로 선정했으며 2005년 "나데시코 재팬"을 상표로 등록하였다.

## 성적

### FIFA 여자 월드컵
| 연도   | 결과      | 경기 | 승 | 무 | 패 | 득점 | 실점 |
| ------ | --------- | ---- | -- | -- | -- | ---- | ---- |
| 1991년 | 조별 예선 | 3    | 0  | 0  | 3  | 0    | 12   |
| 1995년 | 8강       | 4    | 1  | 0  | 3  | 2    | 8    |
| 1999년 | 조별 예선 | 3    | 0  | 1  | 2  | 1    | 10   |
| 2003년 | 조별 예선 | 3    | 1  | 0  | 2  | 7    | 6    |
| 2007년 | 조별 예선 | 3    | 1  | 1  | 1  | 3    | 4    |
| 2011년 | 우승      | 6    | 4  | 1  | 1  | 12   | 6    |
| 2015년 | 준우승    | 7    | 6  | 0  | 1  | 11   | 8    |
| 2019년 | 16강      | 4    | 1  | 1  | 2  | 3    | 5    |
| 2023년 | 8강       | 5    | 4  | 0  | 1  | 15   | 3    |
| 합계   | 9/9       | 38   | 18 | 4  | 16 | 54   | 62   |

### 올림픽 축구
| 연도   | 결과      | 경기      | 승        | 무        | 패        | 득점      | 실점      |           |
| ------ | --------- | --------- | --------- | --------- | --------- | --------- | --------- | --------- |
| 1996년 | 조별 예선 | 3         | 0         | 0         | 3         | 2         | 9         |           |
| 2000년 | 예선 탈락 | 예선 탈락 | 예선 탈락 | 예선 탈락 | 예선 탈락 | 예선 탈락 | 예선 탈락 | 예선 탈락 |
| 2004년 | 8강       | 3         | 1         | 0         | 2         | 2         | 3         |           |
| 2008년 | 4위       | 6         | 2         | 1         | 3         | 11        | 10        |           |
| 2012년 | 준우승    | 6         | 3         | 2         | 1         | 7         | 4         |           |
| 2016년 | 예선 탈락 | 예선 탈락 | 예선 탈락 | 예선 탈락 | 예선 탈락 | 예선 탈락 | 예선 탈락 | 예선 탈락 |
| 2020년 | 8강       | 4         | 1         | 1         | 2         | 3         | 5         |           |
| 2024년 | 8강       | 4         |           |           |           |           |           |           |
| 합계   | 5/7       | 22        | 7         | 4         | 11        | 25        | 31        |           |

### AFC 여자 아시안컵
| 연도   | 결과      | 경기 | 승   | 무   | 패   | 득점 | 실점 |      |
| ------ | --------- | ---- | ---- | ---- | ---- | ---- | ---- | ---- |
| 1975년 | 불참      | 불참 | 불참 | 불참 | 불참 | 불참 | 불참 | 불참 |
| 1977년 | 불참      | 불참 | 불참 | 불참 | 불참 | 불참 | 불참 | 불참 |
| 1979년 | 불참      | 불참 | 불참 | 불참 | 불참 | 불참 | 불참 | 불참 |
| 1981년 | 조별 예선 | 3    | 1    | 0    | 2    | 1    | 3    |      |
| 1983년 | 불참      | 불참 | 불참 | 불참 | 불참 | 불참 | 불참 | 불참 |
| 1986년 | 준우승    | 4    | 2    | 0    | 2    | 14   | 4    |      |
| 1989년 | 3위       | 5    | 4    | 0    | 1    | 37   | 1    |      |
| 1991년 | 준우승    | 6    | 4    | 1    | 1    | 27   | 6    |      |
| 1993년 | 3위       | 5    | 4    | 0    | 1    | 29   | 4    |      |
| 1995년 | 준우승    | 5    | 4    | 0    | 1    | 27   | 3    |      |
| 1997년 | 3위       | 5    | 4    | 0    | 1    | 33   | 1    |      |
| 1999년 | 4위       | 6    | 4    | 0    | 2    | 36   | 6    |      |
| 2001년 | 준우승    | 6    | 4    | 0    | 2    | 30   | 5    |      |
| 2003년 | 4위       | 6    | 4    | 0    | 2    | 34   | 4    |      |
| 2006년 | 4위       | 5    | 3    | 0    | 2    | 19   | 6    |      |
| 2008년 | 3위       | 5    | 3    | 0    | 2    | 19   | 7    |      |
| 2010년 | 3위       | 5    | 4    | 0    | 1    | 16   | 2    |      |
| 2014년 | 우승      | 5    | 4    | 0    | 1    | 16   | 3    |      |
| 2018년 | 우승      | 5    | 3    | 2    | 0    | 9    | 2    |      |
| 2022년 | 준결승    | 5    | 3    | 2    | 0    | 18   | 3    |      |
| 합계   | 15/19     | 72   | 50   | 2    | 20   | 339  | 55   |      |

### 아시안 게임
| 연도   | 결과   | 경기 | 승 | 무 | 패 | 득점 | 실점 |
| ------ | ------ | ---- | -- | -- | -- | ---- | ---- |
| 1990년 | 준우승 | 5    | 3  | 1  | 1  | 17   | 8    |
| 1994년 | 준우승 | 4    | 2  | 1  | 1  | 9    | 3    |
| 1998년 | 3위    | 5    | 3  | 0  | 2  | 18   | 7    |
| 2002년 | 3위    | 5    | 3  | 1  | 1  | 8    | 3    |
| 2006년 | 준우승 | 5    | 4  | 1  | 0  | 21   | 1    |
| 2010년 | 우승   | 4    | 3  | 1  | 0  | 6    | 0    |
| 2014년 | 준우승 | 6    | 4  | 1  | 1  | 28   | 3    |
| 2018년 | 우승   | 5    | 5  | 0  | 0  | 14   | 2    |
| 2022년 | 우승   |      |    |    |    |      |      |
| 합계   | 9/9    | 34   | 22 | 6  | 6  | 107  | 25   |

### EAFF 여자 동아시안컵
| 연도   | 결과   | 경기 | 승 | 무 | 패 | 득점 | 실점 |
| ------ | ------ | ---- | -- | -- | -- | ---- | ---- |
| 2005년 | 3위    | 3    | 0  | 2  | 1  | 0    | 1    |
| 2008년 | 우승   | 3    | 3  | 0  | 0  | 8    | 2    |
| 2010년 | 우승   | 3    | 3  | 0  | 0  | 7    | 1    |
| 2013년 | 준우승 | 3    | 1  | 1  | 1  | 3    | 2    |
| 2015년 | 3위    | 3    | 1  | 0  | 2  | 5    | 6    |
| 2017년 | 준우승 | 3    | 2  | 0  | 1  | 4    | 4    |
| 합계   | 6/6    | 18   | 10 | 3  | 5  | 27   | 16   |

## FIFA 여자 월드컵 기록
| FIFA 여자 월드컵 기록 | FIFA 여자 월드컵 기록 | FIFA 여자 월드컵 기록            | FIFA 여자 월드컵 기록 |
| 년도                  | 라운드                | 점수                             | 결과                  |
| --------------------- | --------------------- | -------------------------------- | --------------------- |
| 1991년                | 조별 예선             | 일본 0 – 1 브라질                | 패                    |
| 1991년                | 조별 예선             | 일본 0 – 8 스웨덴                | 패                    |
| 1991년                | 조별 예선             | 일본 0 – 3 미국                  | 패                    |
| 1995년                | 조별 예선             | 일본 0 – 1 독일                  | 패                    |
| 1995년                | 조별 예선             | 일본 2 – 1 브라질                | 승                    |
| 1995년                | 조별 예선             | 일본 0 – 2 스웨덴                | 패                    |
| 1995년                | 8강전                 | 일본 0 – 4 미국                  | 패                    |
| 1999년                | 조별 예선             | 일본 1 – 1 캐나다                | 무승부                |
| 1999년                | 조별 예선             | 일본 0 – 5 러시아                | 패                    |
| 1999년                | 조별 예선             | 일본 0 – 4 노르웨이              | 패                    |
| 2003년                | 조별 예선             | 일본 6 – 0 아르헨티나            | 승                    |
| 2003년                | 조별 예선             | 일본 0 – 3 독일                  | 패                    |
| 2003년                | 조별 예선             | 일본 1 – 3 캐나다                | 패                    |
| 2007년                | 조별 예선             | 일본 2 – 2 잉글랜드              | 무승부                |
| 2007년                | 조별 예선             | 일본 1 – 0 아르헨티나            | 승                    |
| 2007년                | 조별 예선             | 일본 0 – 2 독일                  | 패                    |
| 2011년                | 조별 예선             | 일본 2 – 1 뉴질랜드              | 승                    |
| 2011년                | 조별 예선             | 일본 4 – 0 멕시코                | 승                    |
| 2011년                | 조별 예선             | 일본 0 – 2 잉글랜드              | 패                    |
| 2011년                | 8강전                 | 일본 1 – 0 독일                  | 승                    |
| 2011년                | 준결승전              | 일본 3 – 1 스웨덴                | 승                    |
| 2011년                | 결승전                | 일본 2 – 2 (승부차기 3 – 1) 미국 | 무승부                |
| 2015년                | 조별 예선             | 일본 1 – 0 스위스                | 승                    |
| 2015년                | 조별 예선             | 일본 2 – 1 카메룬                | 승                    |
| 2015년                | 조별 예선             | 일본 1 – 0 에콰도르              | 승                    |
| 2015년                | 16강전                | 일본 2 – 1 네덜란드              | 승                    |
| 2015년                | 8강전                 | 일본 1 – 0 오스트레일리아        | 승                    |
| 2015년                | 준결승전              | 일본 2 – 1 잉글랜드              | 승                    |
| 2015년                | 결승전                | 일본 2 – 5 미국                  | 패                    |

## 현재 선수 명단
- 2018년 11월 11일 기준

| 번호 | 포지션 | 선수                          | 생년월일 (나이)        | 출전 | 소속                                                   |  |
| ---- | ------ | ----------------------------- | ---------------------- | ---- | ------------------------------------------------------ |  |
|      | GK     | 이케다 사키코 (池田 咲紀子)   | 1992년 9월 8일(32세)   | 14   | Urawa Red Diamonds                                     |  |
|      | GK     | 야마시타 아야카 (山下 杏也加) | 1995년 9월 29일(29세)  | 25   | NTV Beleza                                             |  |
|      |        |                               |                        |      |                                                        |  |
|      | DF     | 사메시마 아야 (鮫島 彩)       | 1987년 6월 16일(38세)  | 102  | INAC Kobe Leonessa                                     |  |
|      | DF     | 아리요시 사오리 (有吉 佐織)   | 1987년 11월 1일(37세)  | 63   | NTV Beleza                                             |  |
|      | DF     | 사카구치 모에노 (阪口 萌乃)   | 1992년 6월 4일(33세)   | 10   | Albirex Niigata                                        |  |
|      | DF     | 미야케 시오리 (三宅 史織)     | 1995년 10월 13일(29세) | 17   | INAC Kobe Leonessa                                     |  |
|      | DF     | 시미즈 리사 (清水 梨紗)       | 1996년 6월 15일(29세)  | 19   | NTV Beleza                                             |  |
|      | DF     | 오가 리사코 (大賀 理紗子)     | 1997년 1월 4일(28세)   | 0    | Nittaidai Fields Yokohama                              |  |
|      | DF     | 이치세 나나 (市瀬 菜々)       | 1997년 8월 4일(28세)   | 15   | Vegalta Sendai                                         |  |
|      | DF     | 미나미 모에카 (南 萌華)       | 1998년 12월 7일(26세)  | 0    | Urawa Red Diamonds                                     |  |
|      | DF     | 기타무라 나나미 (北村 菜々美) | 1999년 11월 25일(25세) | 0    | Cerezo Osaka Sakai                                     |  |
|      |        |                               |                        |      |                                                        |  |
|      | MF     | 사카구치 미즈호 (阪口 夢穂)   | 1987년 10월 15일(37세) | 124  | NTV Beleza                                             |  |
|      | MF     | 우츠기 루미 (宇津木 瑠美)     | 1988년 12월 5일(36세)  | 111  | Seattle Reign FC                                       |  |
|      | MF     | 나카지마 에미 (中島 依美)     | 1990년 9월 27일(34세)  | 65   | INAC Kobe Leonessa                                     |  |
|      | MF     | 마츠바라 아리사 (松原 有沙)   | 1995년 5월 1일(30세)   | 0    | Nojima Stella Kanagawa Sagamihara                      |  |
|      | MF     | 하세가와 유이 (長谷川 唯)     | 1997년 1월 29일(28세)  | 30   | NTV Beleza                                             |  |
|      | MF     | 스기타 히나 (杉田 妃和)       | 1997년 1월 31일(28세)  | 1    | INAC Kobe Leonessa                                     |  |
|      | MF     | 미우라 나루미 (三浦 成美)     | 1997년 7월 3일(28세)   | 5    | NTV Beleza                                             |  |
|      | MF     | 나가노 후카 (長野 風花)       | 1999년 3월 9일(26세)   | 1    | Chifure AS Elfen Saitama                               |  |
|      | MF     | 미야자와 히나타 (宮澤 ひなた) | 1999년 11월 21일(25세) | 1    | NTV Beleza                                             |  |
|      | MF     | 엔도 준 (遠藤 純)             | 2000년 5월 24일(25세)  | 0    | NTV Beleza                                             |  |
|      |        |                               |                        |      |                                                        |  |
|      | FW     | 스가사와 유이카 (菅澤 優衣香) | 1990년 10월 5일(34세)  | 60   | 우라와 레드 다이아몬즈                                 |  |
|      | FW     | 요코야마 구미 (横山 久美)     | 1993년 8월 13일(32세)  | 35   | AC Nagano Parceiro                                     |  |
|      | FW     | 다나카 미나 (田中 美南)       | 1994년 4월 28일(31세)  | 33   | NTV Beleza                                             |  |
|      | FW     | 모미키 유카 (籾木 結花)       | 1996년 4월 9일(29세)   | 21   | NTV Beleza                                             |  |
|      | FW     | 이케지리 마유 (池尻 茉由)     | 1996년 12월 19일(28세) | 0    | Kibi International University Charme Okayama Takahashi |  |
|      | FW     | 고바야시 리카코 (小林 里歌子) | 1997년 7월 21일(28세)  | 0    | NTV Beleza                                             |  |
|      | FW     | 우에키 리코 (植木 理子)       | 1999년 7월 30일(26세)  | 0    | NTV Beleza                                             |  |

## 역대 감독
| 감독          | 임기        |
| ------------- | ----------- |
| 스즈키 다모쓰 | 1989 ~ 1996 |
| 스즈키 다모쓰 | 1999        |

## 연령별 여자 대표팀

### 일본 여자 축구 U-20 대표팀
FIFA U-20 여자 월드컵에서 2번의 3위(2012년, 2016년)를 차지했고 AFC U-20 여자 아시안컵에서 4번(2002년, 2009년, 2011년, 2015년)의 우승컵을 들어올렸으며 1번의 준우승(2007년)도 차지했다.

### 일본 여자 축구 U-17 대표팀
FIFA U-17 여자 월드컵에서 1회 우승(2014년), 2회 준우승(2010년, 2016년)을 차지했고 AFC U-17 여자 아시안컵에서 3회 우승(2005년, 2011년, 2013년) 및 2회 준우승(2007년, 2015년)을 차지했다.

## 같이 보기
- 일본 축구 국가대표팀